# Faetonte (carruagem)
Faetonte (português europeu) ou Fáeton (português brasileiro), é também, a designação de um tipo de carruagem de quatro rodas, pequena, alta e descoberta, que apareceu no século XVII e que evoluiu ao longo dos séculos seguintes.

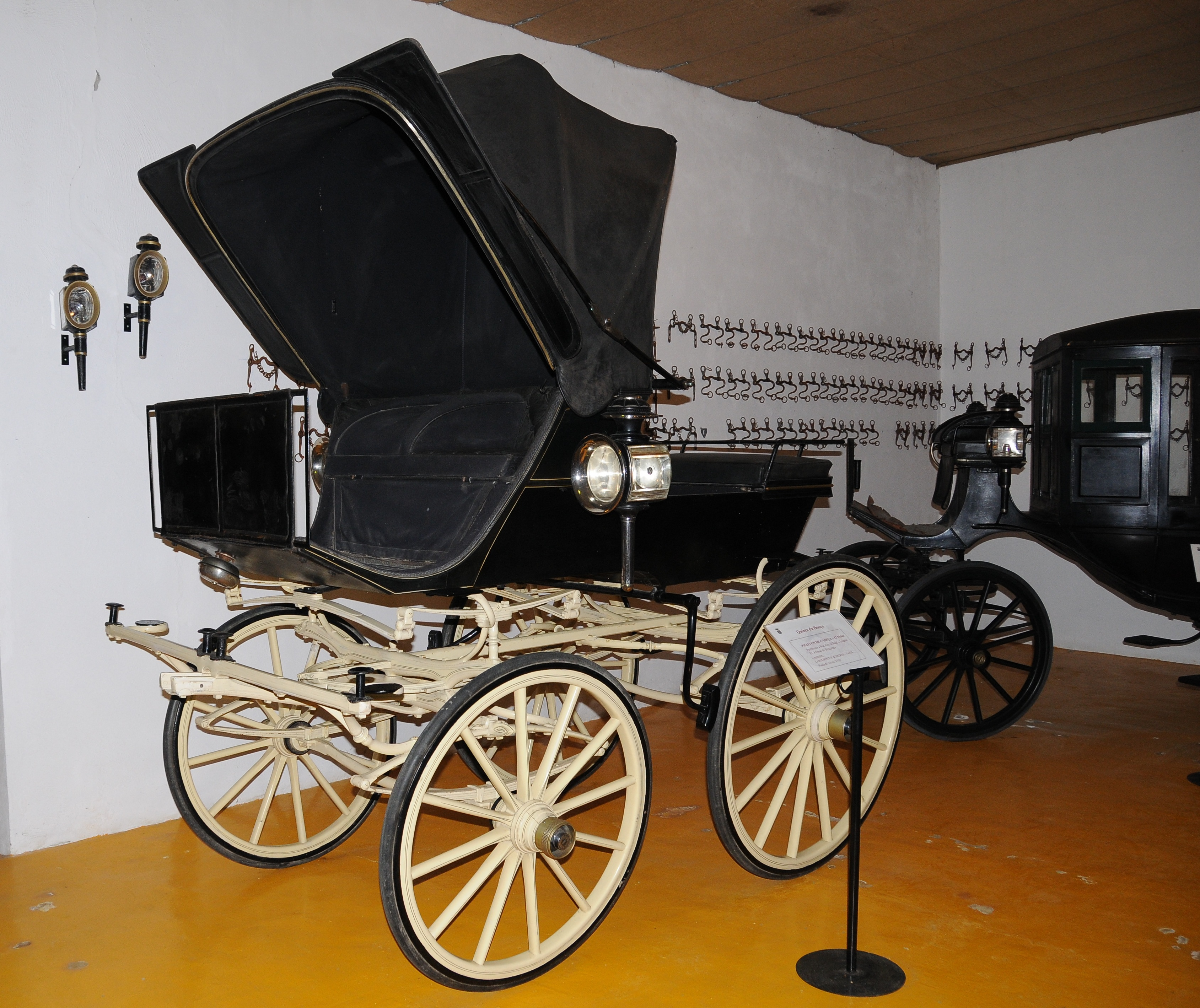
Exemplo de uma carruagem do tipo faetonte, em exibição no Museu de carros de cavalos, em Santa Leocádia de Geraz do Lima, em Viana do Castelo - Portugal.

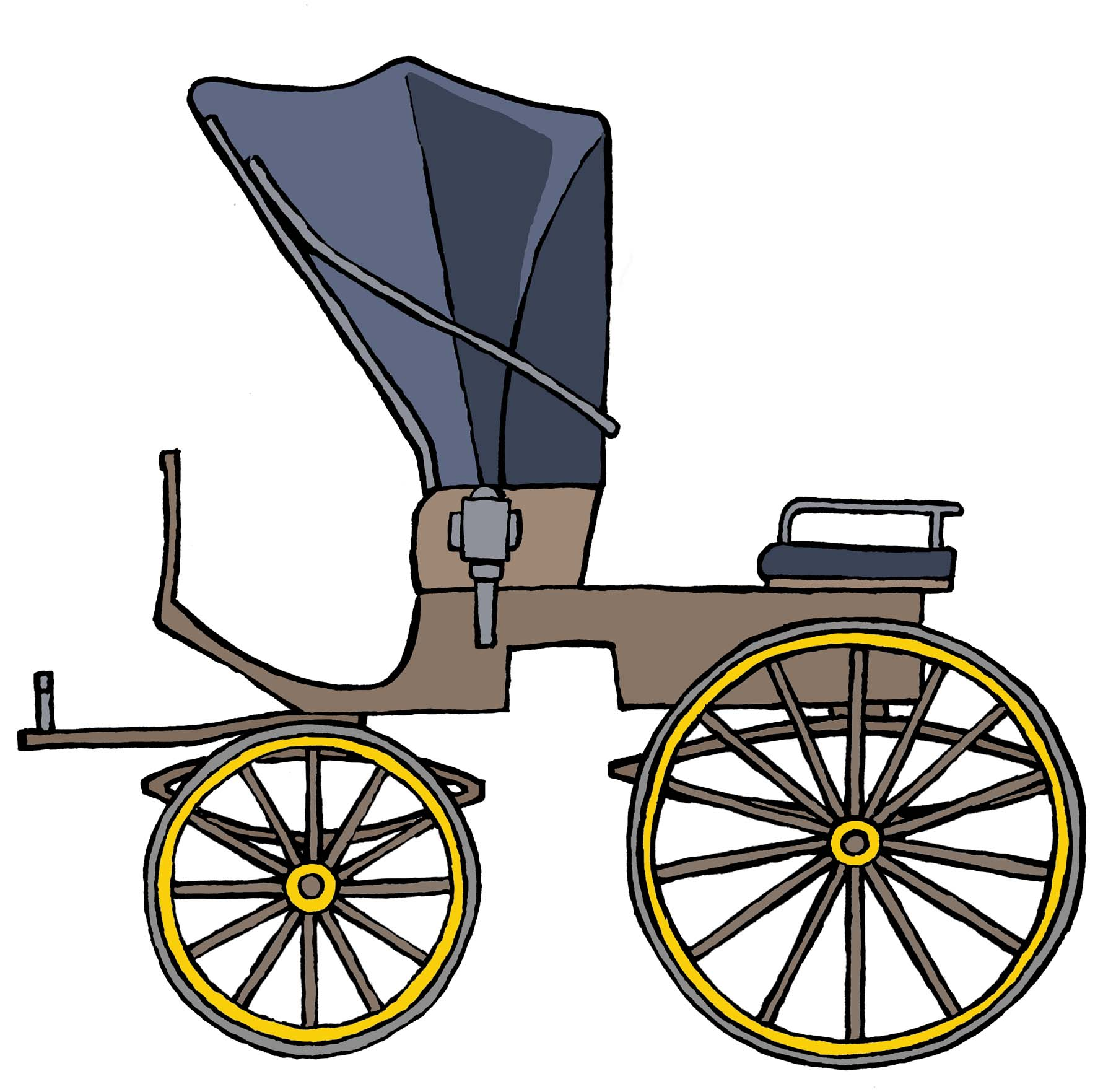
Modelo de uma carruagem do tipo faetonte Stanhope.

O nome do faetonte deriva da personagem mitológica Faetonte (português europeu) ou Fáeton (português brasileiro), o cocheiro do carro do Sol.